# Sphingius gothicus
Sphingius gothicus is een spinnensoort in de taxonomische indeling van de bodemzakspinnen (Liocranidae). De spin leeft op de bodem en maakt geen web. Het dier behoort tot het geslacht Sphingius. De wetenschappelijke naam van de soort werd voor het eerst geldig gepubliceerd in 2001 door Deeleman-Reinhold.